# Miriam Prado Carrascal
Miriam del Socorro Prado Carrascal (Ocaña, Norte de Santander, 9 de marzo de 1965) es una administradora de empresas y  expolítica colombiana, exalcaldesa de la ciudad de Ocaña. 
El 21 de mayo de 2017 fue ratificada en su cargo, tras un fallido proceso revocatorio, el cual no superó el umbral en las urnas. Tras ser acusada de corrupción
Fue reemplazada por Wilmar Bayona quien fue el alcalde encargado antes de ser capturado el 16 de diciembre de 2019, Samir Casadiegos ocuparía su lugar desde enero de 2020.

### Captura y posterior liberación
El 17 de febrero de 2017, Miriam Prado fue capturada en medio de una investigación que adelantaba la Fiscalía por irregularidades en tres contratos de su administración municipal. A la alcaldesa le fue concedida la medida de casa por cárcel y tras un litigio judicial, recuperó su libertad. No obstante, los cargos siguen vigentes.

### Vida personal
Es madre del exconcursante y exfinalista Sergio Andrés Arévalo Prado, del reality show Protagonistas de Nuestra Tele 2013 y esposa del exdiputado por Norte de Santander Juan Carlos Arévalo.